# 岩熊井堰

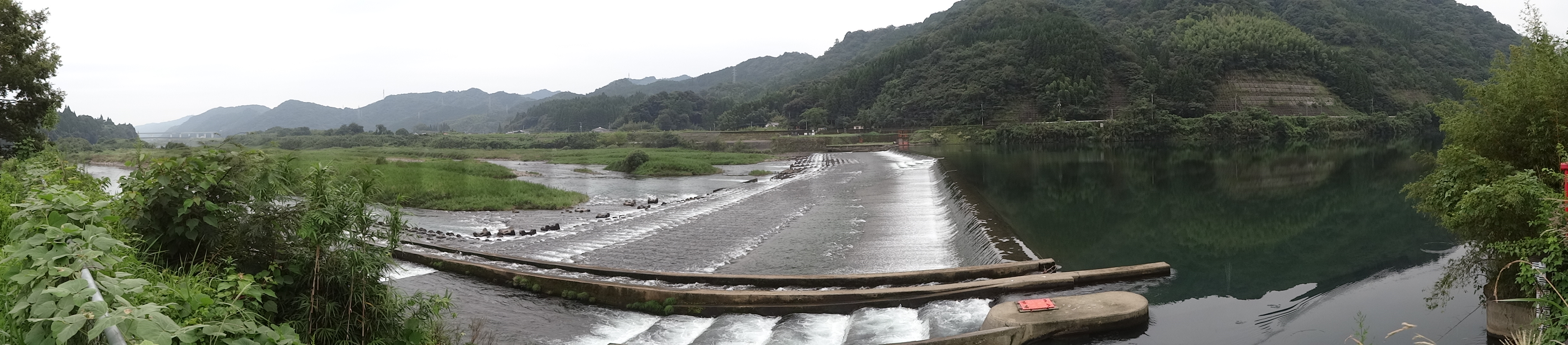
パノラマ全景

岩熊井堰（いわぐま いぜき）は、江戸時代中期に宮崎県延岡市五ヶ瀬川の川水を農業用水の灌漑として引くために、延岡市下三輪町に設けられた井堰とその下流域に設けられた用水路である。

## 概要
江戸時代中期、日向延岡藩において、出喜多村（現在の延岡市出北）は「出喜多の雲雀野」と称される荒れ地であった。
たびたび所領地の庄屋を通じて藩庁に農業用水の確保を請願し続けたところ、家老藤江監物によって取り上げられ、郡奉行江尻喜多右衛門に命じて普請が着手されたところ、度重なる風水害また疫病の流行により中断を余儀なくされた。
また藤江監物は普請費用が藩の財政を逼迫した責任を問われて投獄され子息共々獄死される。江尻喜多右衛門らにより工事は継続され、着工から十年後の享保十九年（1734年）完成。工事前には150石しかなかった米の収穫高も755石にまで伸び、特に昭和8年及び昭和46年に行われた大規模改修により現在の姿となっている。

## 歴史
江戸時代中期に日向延岡藩において荒れ果てた土地に灌漑を行えば田畑がさらに広がり、米穀やその他の作物の収穫があがることが藩の議論の遡上に上げられていた。藩主三浦明徳の時代に普請に着手された。しかし、その当時起きた飢饉や風水害に加えて藩の財政難により工事が中断され　また藩主三浦氏の転封が重なってそのまま頓挫してしまった。
当時の社会的背景として、幕藩体制の確立した治世にあって地方の藩は全国どこでも参勤交代により、江戸との往復を毎年必要としたこと、江戸勤めには大きな財政負担を強いられたこと、藩の財政運営には農民の納める年貢米が財源として重要であったこと、百姓の一揆や逃散離村が発生し解決に失敗すれば幕府より改易の処分が厳しく行われたことなどがあり、農民たちの声は無視できず藩の施政に少なからず影響を及ぼすことがあった。
その後、新しく移封してきた藩主牧野家の治世に代わり、恒富村字出喜多村（現・延岡市出北）の庄屋衆を中心に理を尽くした請願が根強く続いたため、牧野貞通に仕える家老藤江監物らによって藩首脳部の議論が取りまとめられ、郡奉行江尻喜多右衛門に命じて享保9年（1724年）3月着工された。
藤江監物は全国各地で治水灌漑の普請を行ってきた先達のもとへ自ら師事し、また心得ある藩士を送り、土木や治水、資材調達の方法を学び、大いに取り入れたと言われる。中でも水戸藩の伴部寒斉や岡山藩の津田左源太らとの交流は岩熊井堰の普請に大きな影響を与えた。
享保9年8月暴風雨による洪水で着工始まったばかりの井堰や疎水、資材などが破損埋没し、またほとんどが流失する被害が発生、疫病や資材などの再調達、工事中断を主張する藩首脳部への説得に追われ、半年間の中断を余儀なくされたが、明くる年の享保10年（1725年）2月普請が再開された。
その後もたびたび風水害による井堰の流失を繰り返し、普請の資金が藩の財政を圧迫、藩士の俸給が一部召し上げられ事実上減俸されるようになると、藩内においても井堰普請への不満申し立てが絶えなくなった、ついには筆頭家老牧野斉宮らによる藩の軍用金流用と私腹を肥やしたとの讒言により、家老藤江監物が3人の嫡男とともに入獄せられ、長男に続いて自身も牢死するという事件が起きるに至った。
井堰工事の責任者となった郡奉行江尻喜多右衛門は藩内の反対論者に対して、
と述べ、反対論で渦巻いている藩論を説き伏せ、藤江監物獄死で打ちひしがれている農民たちを督励して回った。
享保19年、着工より10年の歳月を経て、岩熊井堰と出北村までの用水路が完成する。完成前に150石しかなかった出北村の完成後の石高は、755石までのびたといわれる。
昭和8年（1933年）と昭和46年（1971年）に井堰のコンクリート化と市内南北への疎水延長拡大など大規模な改修が行われ、現在もなお延岡市域への主たる農業用水供給に働いている。